# Nowe Berezicze
Nowe Berezicze (ukr. Нові Березичі) – wieś na Ukrainie, w obwodzie wołyńskim, w rejonie kamieńskim. Liczy 224 mieszkańców.
Do 2020 w rejonie lubieszowskim. 